# Die Kunst VHS
Die Kunst VHS in Wien ist ein auf bildende Kunst spezialisierter Standort der „Wiener Volkshochschulen GmbH“. Sie befindet sich in einem Gebäude einer ehemaligen Hauptschule in der Lazarettgasse 27 im Alsergrund, dem 9. Wiener Gemeindebezirk.

## Gründung
Die Gründung der künstlerischen VHS, heute Die Kunst VHS, geht auf Gerda Matejka-Felden zurück. Bereits 1932 bot sie erste Kurse für Zeichnen und Malen an. Gemeinsam mit ihrem in der Volksbildung tätigen Ehemann Viktor Matejka richtete sie im Mai 1935 die Fachgruppe Zeichnen und Malen für Arbeitslose und Ausgesteuerte im Volksheim Ottakring ein und bot Kurse in den Volkshochschulen Leopoldstadt und Margareten an. 1938 wurde Viktor Matejka verhaftet und in das Konzentrationslager Dachau deportiert. Gerda Matejka-Felden erhielt ein „generelles Arbeitsverbot auf sämtlichen Gebieten der bildenden und angewandten Kunst“.
Nach Kriegsende wurde Viktor Matejka Stadtrat für Kultur und Volksbildung in Wien. Gerda Matejka-Felden begann bereits 1945 wieder im Untergeschoß der Kunstakademie mit Kunstkursen der Volksbildung. Schließlich erhielt sie 1947 einen Lehrauftrag an der Akademie der bildenden Künste in Wien. Dabei knüpfte sie die Durchführung der Volksbildungskurse als Bedingung an ihre Berufung für die Meisterschule für Kunsterziehung.
Zusammen mit Karl Lugmayer und Leopold Langhammer gründete Gerda Matejka-Felden 1947 den Verein Künstlerische Volkshochschule. Am 10. Oktober 1947 fand die erste Generalversammlung statt; Alfred Stix, Generaldirektor der österreichischen Museen, wurde zum Präsidenten gewählt und Gerda Matejka-Felden zur geschäftsführenden Vizepräsidentin.
U. a. dass Studierende an der künstlerischen VHS unterrichteten und dafür angeblich kein Entgelt erhielten, führte 1949 zum studentischen Aufstand gegen Gerda Matejka-Felden; diese scheint aber bis zur Beendigung des von ihr selbst gegen sie angestrengten Disziplinarverfahrens den Betrieb der Volksbildungskurse im Untergeschoß der Akademie ungestört fortgesetzt zu haben, obwohl sie als Professorin bis 1951 beurlaubt war. Sie selbst habe nach ihrer eigenen Aussage kein Honorar genommen für ihre volksbildnerische Tätigkeit bzw. dieses für Anschaffungen des Vereins für die Ausstattung der Kurse und zur Bezahlung einer Schreibkraft verwendet.
Matejka-Felden wollte mit den Kursen für Laien keine Konkurrenz zur Ausbildung an der Akademie etablieren: „Es geht der musischen Volksbildung nicht so sehr darum, Künstler auszubilden, sondern um die Erweiterung des Einzelnen zur persönlichen Aussage – wenn trotzdem Einzelne sich zum Künstler entwickeln, so soll es nur recht sein … Sieht man unseren kunstbegeisterten Besuchern beim Malen zu, erkennt man, daß es diesen Menschen nicht darum geht, durch ihre Gemälde … ihren Lebensunterhalt zu verdienen. Das Bild erscheint ihnen weniger wichtig als das Malen, die schöpferische Tätigkeit selbst... Eine breit aufwachsende Volkskunst ist nicht minder wichtig als die vereinzelten Spitzenleistungen genialer Kunstpioniere.“

## Kursprogramm
Schon im September 1946 warb die künstlerische VHS für das Wintersemester: „Es finden folgende Kurse statt: Malen und Zeichnen, Malen und Zeichnen für Kinder, Plakatzeichnen und Schriftgestaltung, Modezeichnen (Modeentwurf), Kunstgewerbe, Farbenlehre und Farbenchemie, Hausbau, Innenraum- und Gartengestaltung, Möbelumbau 'Aus alt mach neu', Modellieren, Keramik (Töpfern), Gipsgießen, Musik und Malerei.“
Das Kursprogramm wurde ständig erweitert. Es unterrichteten sowohl ihre Studierenden der Akademie als auch namhafte Künstler: Matejka-Felden selbst unterrichtete Zeichnen und Malen, der Architekt Adolf Hoch Architektur und Perspektive. Der Gebrauchsgraphiker Hans Fabigan und der Schriftenfachmann Josef Auterid unterrichteten Grafik und Plakatkunst, Hans Süßmann Bühnenbild, Frau Tschurtschenthaler und Mathilde Flögl kunstgewerbliche Fächer sowie Walter Harnisch Fresko und Scraffito. Rupert Kotrba und Heinz Bren Karikatur, Luise Kricek leitet den Stickereikurs, Frau Sturm-Skrla lehrte Modezeichnen, Farbenlehre und Farbenchemie W. Kreß. Egon Weißenbach einen Restaurierungskurs, Bildhauer Gottfried Buchberger Modellier- und Keramikkurse. Besonderes Interesse riefen Kinderkurse für Malen und Zeichnen, Modellieren und Töpfern hervor, die von Beginn an fixer Programmbestandteil waren.
1955/66 wurde das Programm auf 124 Kurse erhöht. 32 Mal- und Zeichenkurse wurden ergänzt durch Gebrauchsgraphik, Schrift, Bildhauerei, Keramik, Radierung, Linol- und Holzschnitt, künstlerische Fotografie und Kunstgewerbe, zudem Sprachkurse, um das „Lesen von Kunstbüchern“ zu ermöglichen. Es gab aber auch einen Deutschkurs sowie wissenschaftliche Kurse über Kunstgeschichte, ab 1956/57 kunstgeschichtliche Abendspaziergänge und Atelierbesuche. Ab 1958 wurde um musikalisches Vortragswesen erweitert in Form von Vortragsreihen, die von der Wiener Arbeiterkammer gestiftet wurden. Berufliche Weiterbildungen waren Schaufensterdekoration, Bau- und Raumgestaltung, Mode- und Textilzeichnen. Auch Literatur, Lyrik sowie die Entstehung von Büchern wurden gelehrt.
1960 übernahmen die Präsidenten der Wiener Secession Lois Pregartbauer und Paul Meissner Kurse; letzterer hielt den „Allgemeinen Abendakt“. Hans Staudacher trug über „Abstrakte Kunst und ihre Lehre“ vor. Weitere, später bekannte österreichische Künstler hatten mit den Aktivitäten von Matejka-Felden Berührungspunkte, wie Otto Muehl, der bei Matejka-Felden studierte und 1951 im Messepalast mit der künstlerischen VHS ausstellte. Rudolf Hausner war zu dieser Zeit Assistent von Gerda Matejka-Felden. Andere Schüler waren z. B. Andreas Urteil oder Alfred Hrdlicka, der 1946 in den Unterricht eintrat. Die künstlerische VHS erfüllt die Aufgabe einer Vorbereitungsschule, für alle die nicht oder noch nicht an der Akademie aufgenommen wurden. Daraus entwickelte sich 1954 die Abspaltung „Wiener Kunstschule“, welche noch gegenwärtig diese Aufgabe erfüllt.
Nach dem Umzug in den 9. Bezirk wurde ab dem Wintersemester 1964 auf 170 Kurse erhöht. Nun gab es Stimmbildung und Gesang durch Kammersängerin Hilde Rössel-Majdan und Karl Friedrich, ein literarisches Seminar, Diskussionsabende mit Karl Rössel-Majdan, Kurse für Sprachgestaltung und Stilistik, für Fotografie und Film, Theatergruppen, Tanz und Gymnastik, die Seniorengruppe „Aktiver Lebensabend“, ein Wiedereingliederungskurs für straffällig gewordene Jugendliche, einen therapeutischen Kurs für Jugendliche mit Behinderungen, weitere Ausbildungsmöglichkeiten für angewandte Kunst und eine kostenlos benutzbare Bibliothek.

## Ausstellungen
Eine rege Ausstellungstätigkeit war immer Teil des Programmes, auch außerhalb der Akademie an Orten wie der Zedlitzhalle in Wien; zudem stellten Schüler und Lehrer z. T. gemeinsam aus. Abgesehen von Volkshochschulen waren weitere Ausstellungsorte etwa 1951 der Wiener Messepalast,1952 das Palais Liechtenstein und 1956 und 1958 mit Unterstützung des Gewerkschaftsbundes im Wiener Künstlerhaus. 1957 gab es mit der Volkshochschule Berlin-Wilmersdorf einen Ausstellung-Austausch, wurde in Rom anlässlich des 1. Europäischen Kongresses der Schulen ausgestellt, und in Wien im selben Jahr in der Österreichischen Staatsdruckerei. 1960 wurde zu Gastausstellungen nach Australien und nach New York eingeladen, die ein Jahr lang durch die jeweiligen Länder tourten. Eine Ausstellung mit Kinderwerken aus verschiedenen Ländern wurde auf Matejka-Feldens Initiative hin kuratiert und auf weltweite Tournee geschickt.

## Standort und Bezeichnung
Angebot und Nachfrage hatten den Rahmen in den Räumen der Akademie gesprengt. Der Maler Herbert Boeckl klagte etwa, dass die Volkshochschüler „die Treppenstufen der Akademie zu sehr abnützten“, da ihre Gesamtzahl die Zahl der Akademiestudenten um ein Vielfaches überstieg. Mit Unterstützung des Kulturamts der Stadt Wien wurde in der Lazarettgasse 27 im 9. Wiener Gemeindebezirk eine ehemalige Hauptschule adaptiert. Es handelt sich um ein 4-stöckiges Gebäude mit zahlreichen Kursräumen, Theatersaal und spezialisierten Werkstätten, z. B. für Druckgrafik, Lithographie oder Keramik. Im September 1963 eröffnet, leitete Matejka-Felden bis 1980 die Künstlerische Volkshochschule sowie die ebenfalls von ihr gegründete Wiener Kunstschule, welche sich heute im 16. Wiener Gemeindebezirk befindet. Es folgten ihr in der Leitung nach: Diplomgrafiker Haimo O. Lauth, Günter Povaly, Gerhard Hermanky sowie Monika Reif. 2012 wurde die Künstlerische VHS in „Die Kunst VHS“ umbenannt.
Der Park der Wiener Privatklinik unweit der Kunst VHS wurde 2004 in Gerda Matejka-Felden-Park umbenannt.